# Giacomo Briano
Giacomo Briano (Modena, 1589 – Busseto, 1649) è stato un architetto e gesuita italiano.
Introdusse i modelli architettonici gesuitici nel territorio polacco-ucraino.

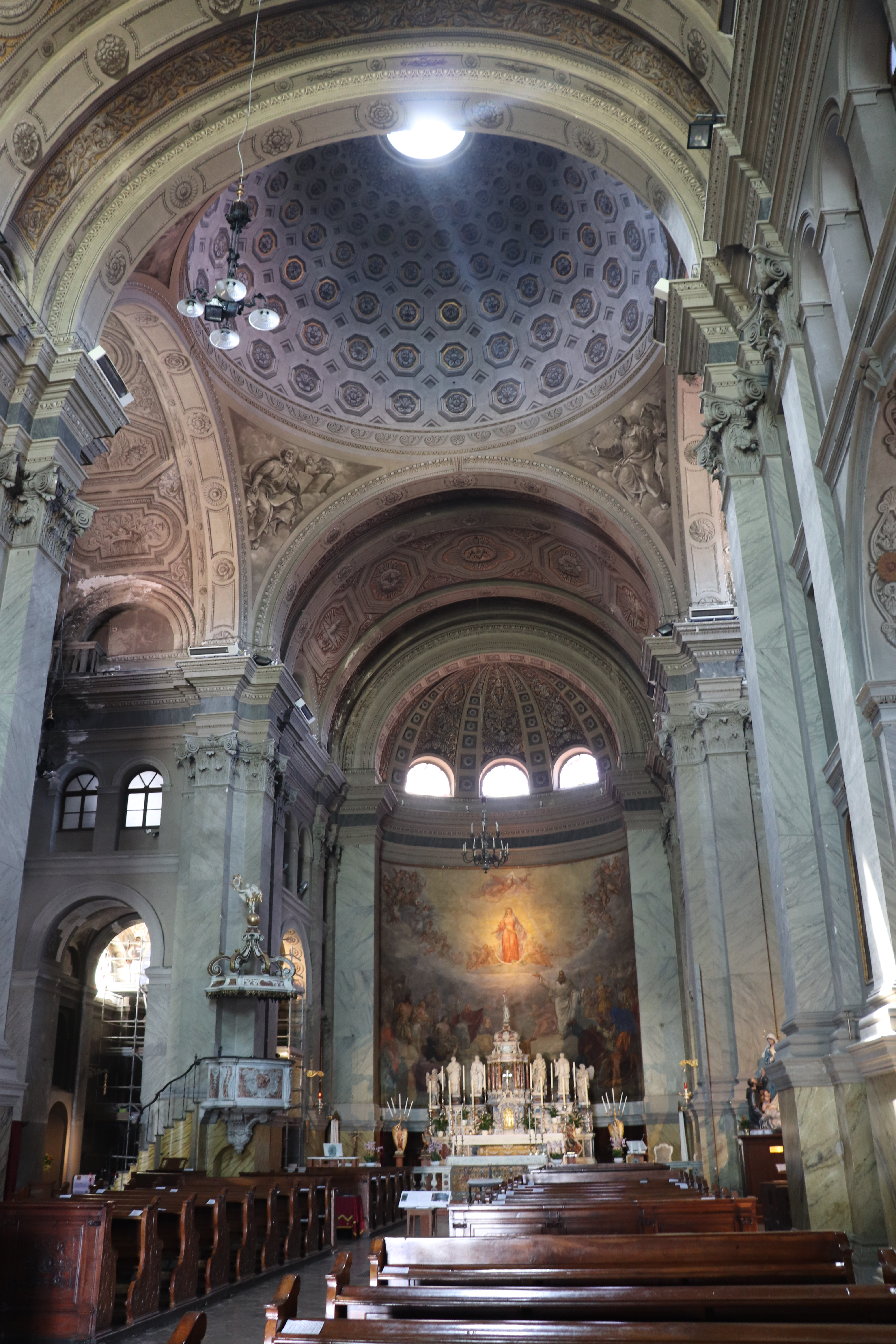
Chiesa di santa Maria Maggiore a Trieste

## Biografia
Non si conoscono le circostanze della sua formazione probabilmente precedente alla sua entrata nell'ordine gesuitico nel 1607 visto che fu destinato a svolgere la sua attività nella progettazione di collegi ed edifici per la Compagnia anche se aveva chiesto di dedicarsi a studi teorici Nel 1613 diresse i lavori di costruzione del collegio di Castiglione delle Stiviere. Progettò poi il collegio di Mirandola.
Nel 1616 fu inviato in Polonia a progettare o dirigere lavori per costruzioni dell'ordine in varie località: Lutsk, Leopoli, Sandomierz, Lublino.
Nel 1621 tornò in Italia lavorando a Mantova, Ferrara e Busseto, Trieste. In questo periodo continuò a inviare progetti in Polonia per il collegio di Cracovia e quello di di Przemyśl. Nel luglio 1630 ripartì per la Polonia, chiamatovi dalla principessa Anna Luigia Chodkiewicz, fondatrice del collegio di Ostróg. Eseguì misurazioni e rilievi ed elaborò vari progetti, che non vennero approvati. Nel 1631 lavorò a un progetto a Leopoli. Ne 1632 tornò in Italia, prima a Modena, poi a Forlì, dove attese a stendere nuovi progetti per il collegio dei gesuiti di Fiume. Continuò a elaborare progetti per la Polonia e diresse anche i lavori di costruzione del collegio di Modena, della chiesa di S. Maria Maggiore, a Trieste.  Il frequente mutamento di località di lavoro fu a causa del suo carattere che non gli permise di andare d'accordo né con i superiori né con le maestranze. Trascorse gli ultimi anni lontano da ogni attività professionale tra Ferrara, Imola e Faenza.
Riuscì a portare a compimento relativamente poco ma lasciò accuratissimi disegni dei suoi tanti progetti, oggi dispersi in varie raccolte.

## Opere
- Chiesa di San Vito a Fiume, il cui progetto fu modificato durante la costruzione
- Chiesa di Santa Maria Maggiore a Trieste